# ひぐらしのなく頃に粋 主題歌集
『ひぐらしのなく頃に粋 主題歌集』は、いとうかなこ、彩音、上間江望によるスプリット・シングル。2015年3月4日に5pb.Recordsよりリリースされた。販売元は株式会社KADOKAWA メディアファクトリー。

## 概要
- 2015年3月12日発売のPlayStation Vita、PlayStation 3用ソフト『ひぐらしのなく頃に粋』の主題歌を収録したシングル。彩音にとって「ラベンダーの純然/メフィストフェレスの黙示/永遠の向こう」に続く2枚目のスプリットシングルである。
- いとうかなこが歌うオープニングテーマ「SideEffect」、いとうかなこ、彩音が歌う澪尽し編・裏オープニングテーマ「アセンション」、そして上間江望が歌うグランドエンディングテーマ「ひとつのいのち」を収録している。「SideEffect」はいとうかなこによるの『ひぐらしのなく頃に』シリーズ関連曲は5曲目となる。「アセンション」は、いとうかなこと彩音の初のデュエット曲でもある。
- ジャケットはゲームイラストを担当しているrato描き下ろしイラストとなっている。先着予約特典にはrato描き下ろしB2ポスターも付属していた。
- 3曲はアルバム未収録となっている。

## 収録曲
| #         | タイトル                                          | 作詞       | 作曲            | 編曲              | 歌                 | 時間  |
| --------- | ------------------------------------------------- | ---------- | --------------- | ----------------- | ------------------ | ----- |
| 1.        | 「SideEffect」                                    | 志倉千代丸 | 志倉千代丸      | 千葉"naotyu-"直樹 | いとうかなこ       | 4:10  |
| 2.        | 「アセンション」                                  | 志倉千代丸 | 志倉千代丸      | onoken            | いとうかなこ・彩音 | 4:05  |
| 3.        | 「ひとつのいのち」                                | ラック眼力 | dai・ラック眼力 | dai・ラック眼力   | 上間江望           | 4:18  |
| 4.        | 「SideEffect」(off vocal)                         |            |                 |                   |                    | 4:11  |
| 5.        | 「アセンション」(off vocal)                       |            |                 |                   |                    | 4:04  |
| 6.        | 「ひとつのいのち」(off vocal)                     |            |                 |                   |                    | 4:17  |
| 7.        | 「アセンション」(彩音 vocal 入りカラオケ)         |            |                 |                   |                    | 4:04  |
| 8.        | 「アセンション」(いとうかなこ vocal 入りカラオケ) |            |                 |                   |                    | 4:04  |
| 合計時間: | 合計時間:                                         | 合計時間:  | 合計時間:       | 合計時間:         | 合計時間:          | 33:13 |